# Xirostérni
Xirostérni, en grec moderne : Ξηροστέρνι, est un village du dème d'Apokóronas, dans le district régional de La Canée, de la Crète, en Grèce. Selon le recensement de 2011, la population de Xirostérni compte 46 habitants.
Le village est situé à 29 km de La Canée et à une altitude de 260 mètres.

## Recensements de la population
| Recensements | 1900 | 1920 | 1928 | 1940 | 1951 | 1961 | 1971 | 1981 | 1991 | 2001 | 2011 |
| ------------ | ---- | ---- | ---- | ---- | ---- | ---- | ---- | ---- | ---- | ---- | ---- |
| Population   | 256  | 187  | 235  | 250  | 181  | 168  | 96   | 66   | /    | 62   | 46   |